# Mike MacDowel
Michael George Hartwell MacDowel (Great Yarmouth, Inglaterra, 13 de setembro de 1932 – Surrey, Inglaterra, 18 de janeiro de 2016) foi um automobilista britânico nascido na Inglaterra que participou do Grande Prêmio da França de 1957 de Fórmula 1. MacDowel terminou a prova em 7º lugar.